# シャブオット
シャブオット（シャヴーオート：ヘブライ語: שבועות）の祭りとは、トーラーの祝祭で、過越、仮庵の祭とともに三巡礼祭の一つ。太陽暦で5月または6月に行われる。ザドク暦第三のホデシュの15日に行われる祭りで、名は「週」を表すシャヴーア"שבוע"の女性複数形に由来。
イスラエルの民が紅海を渡ってファラオを退けてから50日を数えてシナイ山に神 יהוה（ヤハウェ）が降臨したことを記念している。労働が禁じられる聖会の日であり、タナハの学習が行われる。
元は大麦の刈り入れ時期が終わり、小麦の刈り入れを祝う祭りだった。大麦の初穂をささげる「初穂の祭り」から50日目に行なわれるため、五旬節（ギリシア語でペンテコステ）とか七週の祭りとか呼ばれる。新約聖書中のペンテコステ（五旬節）と同一。